# لوک کولئوشو
لوک کولئوشو (انگلیسی: Luca Koleosho؛ زادهٔ ۱۵ سپتامبر ۲۰۰۴) بازیکن فوتبال اهل ایالات متحده آمریکا است که در پست وینگر برای باشگاه اسپانیول در لا لیگا و همچنین تیم دوم آنها اسپانیول بی در فدراسیون سگوندا بازی می‌کند.
وی همچنین در تیم‌های ملی فوتبال زیر ۱۵ سال ایتالیا و زیر ۱۹ سال ایتالیا بازی کرده‌است.